# Koriakski
El Koryaksky, también llamado Koriaka, Koriaksky, Koriatzkaia, Korjaka, Korjazkij, Koryaka, Koryakskaya sopka, Streloshnaia sopka o también Streloschnaja, (del ruso: 'Корякская сопка'), es un volcán de Rusia situado en el sur de la península de Kamchatka, en el krai del mismo nombre.

## Geografía

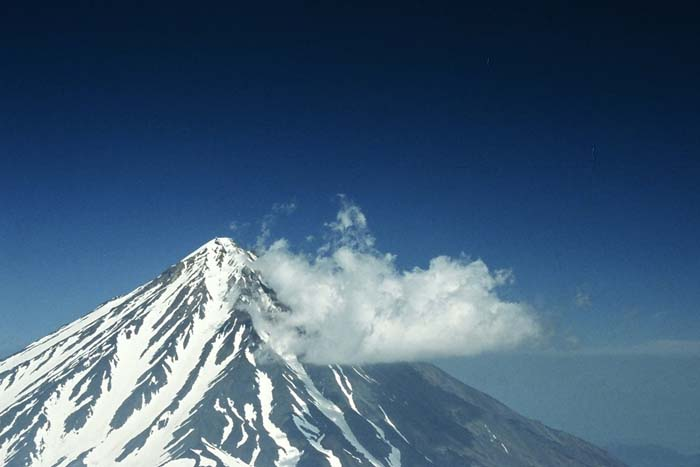
El Koryaksky visto desde la cumbre del Aváchinski situado al sureste.

El Koryaksky se encuentra en Rusia, en el sur del krai y de la península de Kamchatka, rodeado por el volcán Aváchinski al sureste y por la ciudad de Petropávlovsk-Kamchatski al sur. El Koryaksky tiene 3456 metros de altitud lo que hace de él la cumbre más elevada del grupo volcánico de Aváchinskaya. Tiene la forma de un cono de pendientes regulares pero cortadas por la erosión, formando algunos pequeños valles abruptos, sobre todo en la parte meridional. La montaña es un estratovolcán que forma parte del cinturón de fuego del Pacífico y debido a sus erupciones explosivas se le incluye en la categoría de los volcanes grises. Sus erupciones producen cúpulas de lava, penachos volcánicos, nubes ardientes, pequeñas corrientes de lava y lahars.

## Historia
Solamente  se han producido tres erupciones en el Koryaksy desde 1890. La última, la más potente de las tres, con un índice de explosividad volcánica de 3, se produjo desde diciembre de 1956 a junio de 1957, en la cumbre y en la ladera este superior. Las explosiones generaron nubes ardientes y lahars que no produjeron daños, ni  víctimas. 

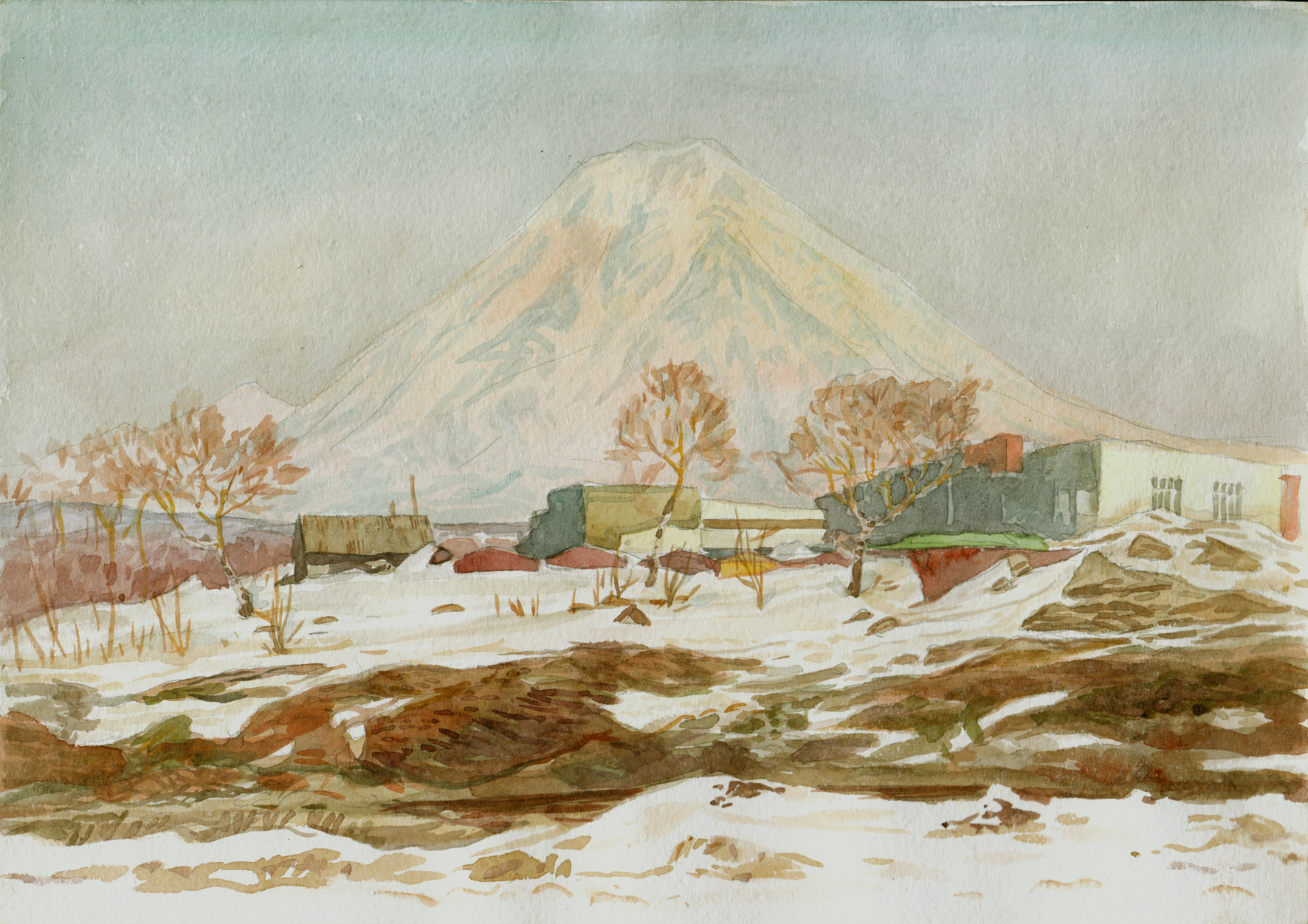
Maximilián Presniakov, El Koryaksky visto desde la ciudad de Petropávlovsk-Kamchatski, acuarela sobre papel, 2012

Excepto estas tres erupciones recientes, también se produjeron otras en 1550 a. J. C., 1950 a J. C. y 5050 a. J. C, pero ninguna  tuvo  carácter de cataclismo, hasta el punto de modificar profundamente la topografía del volcán, por ejemplo. Ninguna erupción implicó grandes daños materiales o víctimas humanas pero la proximidad de los volcanes Avachinsky y Koryaksky con la ciudad de Petropávlovsk-Kamchatski, la mayor ciudad y capital del krai de Kamtchatka, y la naturaleza de sus erupciones explosivas decidió a los vulcanólogos a incluirlos ambos en la lista de los volcanes de la Década.

## Anexos